# Olympische Geschichte der Dominikanischen Republik
| Gelbes Symbol für Goldmedaillen mit stilisierten Olympischen Ringen | Graues Symbol für Silbermedaillen mit stilisierten Olympischen Ringen | Braundes Symbol für Bronzemedaillen mit stilisierten Olympischen Ringen |
| ------------------------------------------------------------------- | --------------------------------------------------------------------- | ----------------------------------------------------------------------- |
| 3                                                                   | 2                                                                     | 2                                                                       |

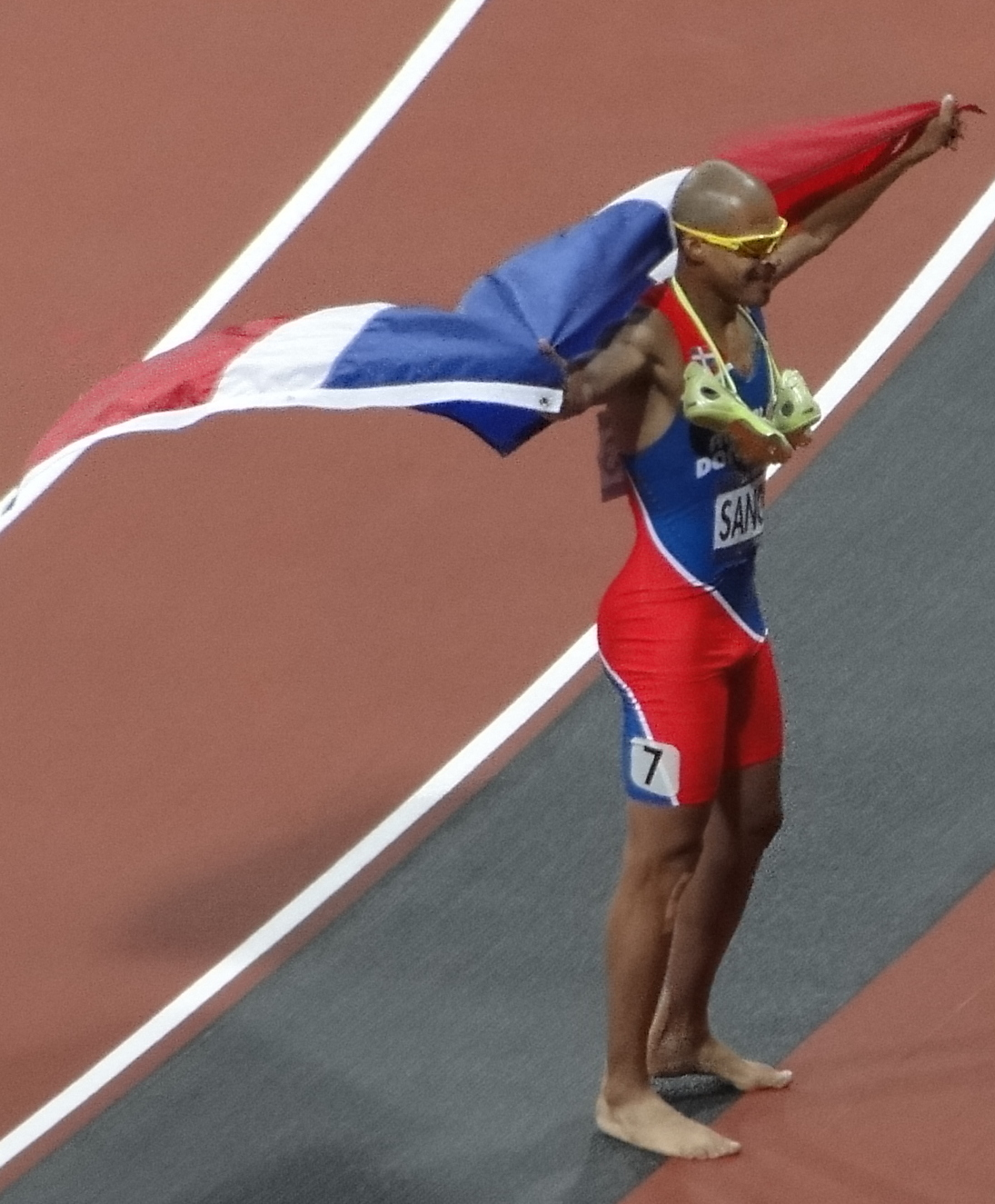
Félix Sánchez, erster Olympiasieger seines Landes, feiert seinen Sieg 2012

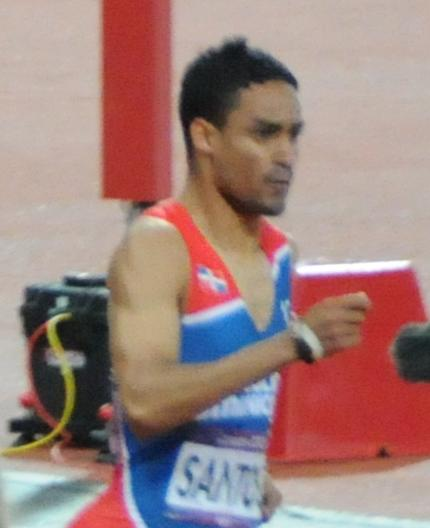
Luguelín Santos, Silber 2012 sowie Gold bei den Jugendspielen 2010

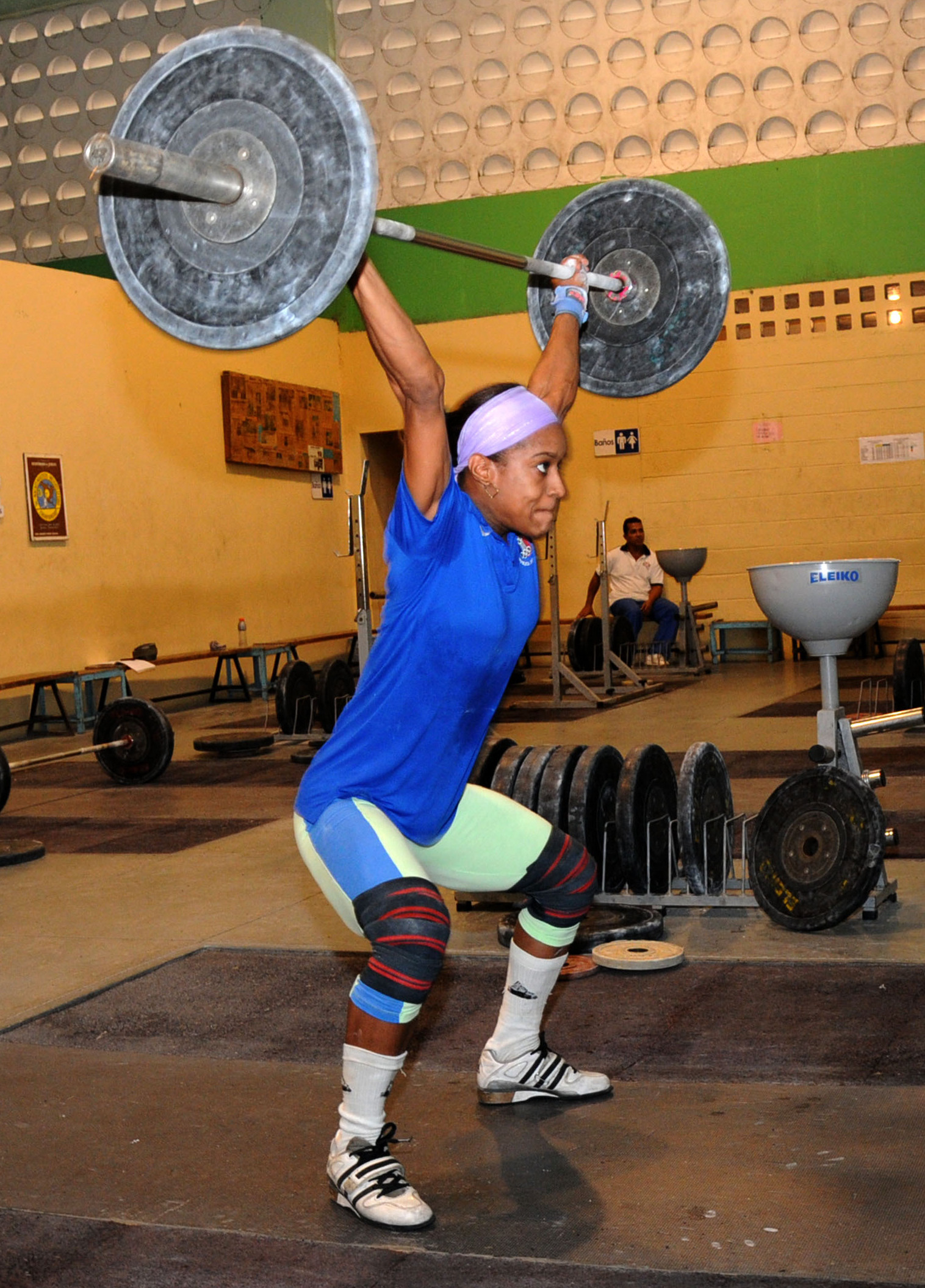
Yuderqui Contreras

Das Comité Olímpico Dominicano ist das Nationale Olympische Komitee der Dominikanischen Republik. Es wurde 1946 gegründet und 1962 vom Internationalen Olympischen Komitee anerkannt.
Seit 1964 nehmen Sportler des Karibikstaates an Olympischen Sommerspielen teil. Jugendliche Athleten wurden zu den zwei bislang ausgetragenen Jugend-Sommerspielen geschickt. An Winterspielen nahm die Dominikanische Republik bislang nicht teil.

## Allgemeine Übersicht

### Sommerspiele
Die erste Olympiamannschaft der Dominikanischen Republik bestand 1964 aus einem Leichtathleten, dem Sprinter Alberto Torres, der am 14. Oktober 1964 zum ersten Olympioniken des Staates wurde. 1968 kamen Teilnehmer in den Sportarten Boxen, Schießen, Gewichtheben und Ringen hinzu, 1972 im Judo. Am 24. Juli 1976 wurde in Montreal die Sprinterin Divina Estrella die erste Frau der Dominikanischen Republik bei Olympischen Spielen.
1980 in Moskau nahmen erstmals dominikanische Wasserspringer teil, 1984 in Los Angeles ein Segler und zwei Synchronschwimmerinnen. In Los Angeles kam es zum ersten Medaillengewinn des Landes. Der Boxer Pedro Nolasco gewann Bronze im Bantamgewicht. 1988 in Seoul erfolgte die erste Teilnahme des Landes am Tischtennisturnier, 1992 am Baseballturnier und 1996 am Tennisturnier.
Im Taekwondo und im Volleyball nahm die Dominikanische Republik 2004 teil. In Athen wurde Félix Sánchez im 400-Meter-Hürdenlauf zum ersten Olympiasieger des Landes. 2008 in Peking erkämpfte sich der Boxer Félix Díaz im Halbweltergewicht den zweiten Olympiasieg. Im Taekwondo gewann Yulis Mercedes Silber im Fliegengewicht. Die Gewichtheberin Yuderqui Contreras erreichte im Federgewicht Platz 5.
In London 2012 wurde Félix Sánchez nach 2004 zum zweiten Mal Olympiasieger über 400 Meter Hürden. Luguelín Santos gewann Silber über 400 Meter. Die Volleyballmannschaft der Frauen erreichte nach zwei Siegen in fünf Vorrundenspielen das Viertelfinale. Hier verloren sie mit 0:3 gegen die USA. In London nahm erstmals eine Turnerin des Landes teil. Yamilet Peña erreichte das Gerätefinale im Pferdsprung und wurde Sechste.
In Rio de Janeiro 2016 gingen erstmals ein Radsportler und eine Reiterin an den Start. Luisito Pié gewann im Taekwondo die Bronzemedaille im Fliegengewicht. Im Gewichtheben wurden Yuderqui Contreras Sechste im Fliegengewicht, Beatriz Pirón Vierte im Bantamgewicht und Luis García Achter im Bantamgewicht.

### Jugendspiele
Die Dominikanische Republik nahm an beiden bislang ausgetragenen Jugend-Sommerspielen teil. 2010 in Singapur wurden Jugendliche in den Sportarten Leichtathletik, Segeln, Gewichtheben und Ringen entsandt. Luguelín Santos gewann den Wettkampf über 400 Meter. Fany Chalas gewann Bronze über 100 Meter. Santos gewann auch mit der gemischten 400-Meter-Staffel mit vier Athleten aus vier Ländern. Diese Medaille wird jedoch im Medaillenspiegel den Gemischten Mannschaften gutgeschrieben. Die Gewichtheberin Yineisy Reyes wurde in der Klasse bis 53 kg Vierte.
2014 in Nanjing nahmen zehn Jugendliche in der Leichtathletik, im Boxen, im Reiten, Judo, Segeln, Schwimmen, Gewichtheben und Ringen teil. Der Boxer Juan Solano gewann die Silbermedaille in der Klasse bis 69 kg. Die Reiterin María Brugal gewann in der Gemischten Mannschaft Bronze im Springreiten. Diese Medaille wird im Medaillenspiegel den Gemischten Mannschaften gutgeschrieben. Der Leichtathlet Juan Núñez de la Rosa wurde Sechster über 400 Meter Hürden.

## Übersicht der Teilnahmen

### Sommerspiele
| Jahr      | Athleten           | Athleten           | Athleten           | Fahnenträger         | Sportarten         | Sportarten         | Sportarten         | Sportarten         | Sportarten         | Sportarten         | Sportarten         | Sportarten         | Sportarten         | Sportarten         | Sportarten         | Sportarten         | Sportarten         | Sportarten         | Sportarten         | Sportarten         | Sportarten         | Medaillen          | Medaillen          | Medaillen          | Medaillen          | Medaillen          |
| Jahr      | Gesamt             | m                  | w                  | Fahnenträger         | Leichtathletik     | Boxen              | Schießen           | Gewichtheben       | Ringen             | Judo               | Wasserspringen     | Segeln             | Schwimmen          | Tischtennis        | Baseball           | Tennis             | Taekwondo          | Volleyball         | Turnen             | Reiten             | Radsport           |                    |                    |                    | Gesamt             | Rang               |
| --------- | ------------------ | ------------------ | ------------------ | -------------------- | ------------------ | ------------------ | ------------------ | ------------------ | ------------------ | ------------------ | ------------------ | ------------------ | ------------------ | ------------------ | ------------------ | ------------------ | ------------------ | ------------------ | ------------------ | ------------------ | ------------------ | ------------------ | ------------------ | ------------------ | ------------------ | ------------------ |
| 1896–1960 | nicht teilgenommen | nicht teilgenommen | nicht teilgenommen | nicht teilgenommen   | nicht teilgenommen | nicht teilgenommen | nicht teilgenommen | nicht teilgenommen | nicht teilgenommen | nicht teilgenommen | nicht teilgenommen | nicht teilgenommen | nicht teilgenommen | nicht teilgenommen | nicht teilgenommen | nicht teilgenommen | nicht teilgenommen | nicht teilgenommen | nicht teilgenommen | nicht teilgenommen | nicht teilgenommen | nicht teilgenommen | nicht teilgenommen | nicht teilgenommen | nicht teilgenommen | nicht teilgenommen |
| 1964      | 1                  | 1                  | 0                  | Alberto Torres       | 1                  |                    |                    |                    |                    |                    |                    |                    |                    |                    |                    |                    |                    |                    |                    |                    |                    |                    |                    |                    |                    |                    |
| 1968      | 18                 | 18                 | 0                  |                      | 9                  | 2                  | 3                  | 2                  | 2                  |                    |                    |                    |                    |                    |                    |                    |                    |                    |                    |                    |                    |                    |                    |                    |                    |                    |
| 1972      | 5                  | 5                  | 0                  | Emilio Berroa        |                    |                    | 2                  | 1                  |                    | 2                  |                    |                    |                    |                    |                    |                    |                    |                    |                    |                    |                    |                    |                    |                    |                    |                    |
| 1976      | 10                 | 9                  | 1                  | Eleoncio Mercedes    | 2                  | 6                  |                    | 2                  |                    |                    |                    |                    |                    |                    |                    |                    |                    |                    |                    |                    |                    |                    |                    |                    |                    |                    |
| 1980      | 6                  | 5                  | 1                  | Marisela Peralta     | 2                  | 1                  |                    | 1                  |                    |                    | 2                  |                    |                    |                    |                    |                    |                    |                    |                    |                    |                    |                    |                    |                    |                    |                    |
| 1984      | 19                 | 15                 | 4                  | Pedro Nolasco        | 4                  | 6                  |                    |                    | 1                  | 2                  | 3                  | 1                  | 2                  |                    |                    |                    |                    |                    |                    |                    |                    |                    |                    | 1                  | 1                  | 43                 |
| 1988      | 16                 | 15                 | 1                  | Juan Núñez           | 3                  | 5                  |                    | 4                  |                    | 1                  |                    |                    |                    | 3                  |                    |                    |                    |                    |                    |                    |                    |                    |                    |                    |                    |                    |
| 1992      | 32                 | 30                 | 2                  | Altagracia Contreras |                    | 6                  |                    | 1                  | 1                  | 4                  |                    |                    |                    |                    | 20                 |                    |                    |                    |                    |                    |                    |                    |                    |                    |                    |                    |
| 1996      | 16                 | 12                 | 4                  | Joan Guzmán          | 3                  | 6                  |                    | 1                  | 1                  | 3                  |                    |                    |                    | 1                  |                    | 1                  |                    |                    |                    |                    |                    |                    |                    |                    |                    |                    |
| 2000      | 13                 | 11                 | 2                  | Wanda Rijo           | 2                  | 3                  |                    | 2                  |                    | 5                  |                    |                    | 1                  |                    |                    |                    |                    |                    |                    |                    |                    |                    |                    |                    |                    |                    |
| 2004      | 33                 | 17                 | 16                 | Félix Sánchez        | 5                  | 5                  | 1                  | 1                  | 1                  | 5                  |                    |                    |                    | 2                  |                    |                    | 1                  | 12                 |                    |                    |                    | 1                  |                    |                    | 1                  | 54                 |
| 2008      | 24                 | 18                 | 6                  | Félix Sánchez        | 6                  | 6                  | 1                  | 1                  |                    | 3                  |                    | 1                  | 1                  | 4                  |                    |                    |                    |                    |                    |                    |                    | 1                  | 1                  |                    | 2                  | 47                 |
| 2012      | 33                 | 13                 | 20                 | Yulis Mercedes       | 9                  | 3                  | 1                  | 2                  |                    | 1                  |                    |                    | 2                  | 1                  |                    |                    | 1                  | 12                 | 1                  |                    |                    | 1                  | 1                  |                    | 2                  | 46                 |
| 2016      | 29                 | 21                 | 8                  | Luguelín Santos      | 13                 | 2                  | 1                  | 3                  |                    | 1                  |                    |                    | 2                  |                    |                    | 1                  | 3                  |                    |                    | 1                  | 1                  |                    |                    | 1                  | 1                  | 70                 |
| Gesamt    | Gesamt             | Gesamt             | Gesamt             | Gesamt               | Gesamt             | Gesamt             | Gesamt             | Gesamt             | Gesamt             | Gesamt             | Gesamt             | Gesamt             | Gesamt             | Gesamt             | Gesamt             | Gesamt             | Gesamt             | Gesamt             | Gesamt             | Gesamt             | Gesamt             | 3                  | 2                  | 2                  | 7                  | 68                 |

### Winterspiele
| Jahr      | Athleten           | Athleten           | Athleten           | Fahnenträger       | Medaillen          | Medaillen          | Medaillen          | Medaillen          | Medaillen          |
| Jahr      | Gesamt             | m                  | w                  | Fahnenträger       |                    |                    |                    | Gesamt             | Rang               |
| --------- | ------------------ | ------------------ | ------------------ | ------------------ | ------------------ | ------------------ | ------------------ | ------------------ | ------------------ |
| 1924–2022 | nicht teilgenommen | nicht teilgenommen | nicht teilgenommen | nicht teilgenommen | nicht teilgenommen | nicht teilgenommen | nicht teilgenommen | nicht teilgenommen | nicht teilgenommen |
| Gesamt    | Gesamt             | Gesamt             | Gesamt             | Gesamt             | 0                  | 0                  | 0                  | 0                  | –                  |

### Jugend-Sommerspiele
| Jahr   | Athleten | Athleten | Athleten | Fahnenträger    | Sportarten     | Sportarten | Sportarten   | Sportarten | Sportarten | Sportarten | Sportarten | Sportarten | Medaillen | Medaillen | Medaillen | Medaillen | Medaillen |
| Jahr   | Gesamt   | m        | w        | Fahnenträger    | Leichtathletik | Segeln     | Gewichtheben | Ringen     | Boxen      | Reiten     | Judo       | Schwimmen  |           |           |           | Gesamt    | Rang      |
| ------ | -------- | -------- | -------- | --------------- | -------------- | ---------- | ------------ | ---------- | ---------- | ---------- | ---------- | ---------- | --------- | --------- | --------- | --------- | --------- |
| 2010   | 7        | 3        | 4        | Luguelín Santos | 3              | 2          | 2            | 1          |            |            |            |            | 1         |           | 1         | 2         | 48        |
| 2014   | 10       | 4        | 6        |                 | 2              | 1          | 1            | 1          | 1          | 1          | 1          | 2          |           | 1         |           | 1         | 70        |
| Gesamt | Gesamt   | Gesamt   | Gesamt   | Gesamt          | Gesamt         | Gesamt     | Gesamt       | Gesamt     | Gesamt     | Gesamt     | Gesamt     | Gesamt     | 1         | 1         | 1         | 3         | 57        |

### Jugend-Winterspiele
| Jahr      | Athleten           | Athleten           | Athleten           | Fahnenträger       | Sportarten         | Medaillen          | Medaillen          | Medaillen          | Medaillen          | Medaillen          |
| Jahr      | Gesamt             | m                  | w                  | Fahnenträger       | Sportarten         |                    |                    |                    | Gesamt             | Rang               |
| --------- | ------------------ | ------------------ | ------------------ | ------------------ | ------------------ | ------------------ | ------------------ | ------------------ | ------------------ | ------------------ |
| 2012–2016 | nicht teilgenommen | nicht teilgenommen | nicht teilgenommen | nicht teilgenommen | nicht teilgenommen | nicht teilgenommen | nicht teilgenommen | nicht teilgenommen | nicht teilgenommen | nicht teilgenommen |
| Gesamt    | Gesamt             | Gesamt             | Gesamt             | Gesamt             | Gesamt             | 0                  | 0                  | 0                  | 0                  | -                  |

## Medaillengewinner

### Goldmedaillen
| Name          | Spiele      | Sportart       | Disziplin         | Anmerkung          |
| ------------- | ----------- | -------------- | ----------------- | ------------------ |
| Félix Sánchez | 2004 Athen  | Leichtathletik | 400 Meter Hürden  | erster Olympiasieg |
| Félix Díaz    | 2008 Peking | Boxen          | Halbweltergewicht |                    |
| Félix Sánchez | 2012 London | Leichtathletik | 400 Meter Hürden  |                    |

### Silbermedaillen
| Name            | Spiele      | Sportart       | Disziplin      | Anmerkung |
| --------------- | ----------- | -------------- | -------------- | --------- |
| Yulis Mercedes  | 2008 Peking | Taekwondo      | Fliegengewicht |           |
| Luguelín Santos | 2012 London | Leichtathletik | 400 Meter      |           |

### Bronzemedaillen
| Name          | Spiele              | Sportart  | Disziplin      | Anmerkung              |
| ------------- | ------------------- | --------- | -------------- | ---------------------- |
| Pedro Nolasco | 1984 Los Angeles    | Boxen     | Bantamgewicht  | erster Medaillengewinn |
| Luisito Pié   | 2016 Rio de Janeiro | Taekwondo | Fliegengewicht |                        |

## Medaillen nach Sportart
| Sportart       | Gold | Silber | Bronze | Gesamt |
| Leichtathletik | 2    | 1      | 0      | 3      |
| Boxen          | 1    | 0      | 1      | 2      |
| Taekwondo      | 0    | 1      | 1      | 2      |
| Gesamt         | 3    | 2      | 2      | 7      |

## Medaillenspiegel

### Olympische Spiele
|                         |   |   |   | Gesamt | Rang |
| ----------------------- | - | - | - | ------ | ---- |
| Olympische Sommerspiele | 3 | 2 | 2 | 7      | 68   |
| Olympische Winterspiele | 0 | 0 | 0 | 0      | -    |
| Gesamt                  | 3 | 2 | 2 | 7      | 69   |

### Olympische Jugendspiele
|                                |   |   |   | Gesamt | Rang |
| ------------------------------ | - | - | - | ------ | ---- |
| Olympische Jugend-Sommerspiele | 1 | 1 | 1 | 3      | 57   |
| Olympische Jugend-Winterspiele | 0 | 0 | 0 | 0      | -    |
| Gesamt                         | 1 | 1 | 1 | 3      | 61   |